# 波利亚克
波利亚克（法語：Paulhiac，法語發音：[poljak]）是法国洛特-加龙省的一个市镇，位于该省东北部，属于洛特河畔新城区。该市镇总面积21.89平方公里，2009年时的人口为304人。

## 人口
波利亚克人口变化图示